# Ракетний удар по штабу Чорноморського флоту ВМФ Росії
22 вересня 2023 року ЗСУ завдали удару по штабу Чорноморського флоту в тимчасово окупованому росіянами Севастополі (вул. Вороніна, 2), будівля зазнала значних руйнувань, виникла пожежа.

## Передісторія
Удару по штабу Чорноморського флоту передували атаки на російські системи ППО в Криму. На думку експерта Павла Лакійчука, вони були націлені на розчищення «коридору» для ураження російських військових цілей. Незадовго до удару також було уражено командний пункт ЧФ РФ, який розташований поблизу села Верхньосадове Нахімовського району Севастополя.

## Версії події

### Україна
Українська сторона заявляє, що внаслідок атаки на штаб Чорноморського флоту Росії в Севастополі 22 вересня загинули щонайменше 9 людей із керівного складу штабу ЧФРФ. Серед важко поранених — командувач угрупованням Збройних сил Росії на запорізькому напрямку генерал-полковник Олександр Романчук, начальник штабу генерал-лейтенант Олег Цеков, про це в інтерв'ю Українській службі Голосу Америки повідомив начальник Головного управління розвідки Міністерства оборони України Кирило Буданов.
У ЗСУ заявили, що удар по штабу в Севастополі завдано в той час, коли в будівлі проходила нарада керівництва Чорноморського флоту Росії. Ціль успішно вразили щонайменше дві крилаті ракети Storm Shadow.
ССО ЗСУ називають операцію «Крабовою пасткою», операцію провели Повітряні сили ЗСУ та Сили спеціальних операцій.
25 вересня з'явилось повідомлення ССО ЗСУ про те, що при ударі по штабу загинуло 34 російських офіцери, серед них командувач флоту адмірал Віктор Соколов, ще 105 окупантів поранено. Серед поранених у тяжкому стані перебуває командувач угруповання генерал-полковник Олександр Романчук, а також начальник штабу генерал-лейтенант Олег Цеков без свідомості.
26 вересня Сили ССО ЗСУ повідомили, що ці дані перевірялися. Ці ж дані опублікувала прессекретарка Білого дому Карін Жан-П'єр.

### Росія
22 вересня Міністерство оборони Росії повідомляло, що жертвою атаки став один військовослужбовець. Пізніше заяву змінили, повідомивши, нібито він не загинув, а зник безвісти. Також у повідомленні російського відомства говорилося, що: 
«Під час відбиття ракетної атаки засобами протиповітряної оборони збито п'ять ракет. Внаслідок нападу пошкоджено історичну будівлю штабу Чорноморського флоту».